# Schizomussaenda
Schizomussaenda là một chi thực vật có hoa trong họ Thiến thảo (Rubiaceae).

## Loài
Chi Schizomussaenda gồm các loài: